# بهوئی اصل
بهوئی اصل (به انگلیسی: Bhoe Asal) یک شهر در پاکستان است که در پنجاب واقع شده‌است.